# Зендлингские ворота
Зендлингские ворота (нем. Sendlinger Tor) — городские ворота в Мюнхене, южный выход из Старого города. Наряду с Изарскими воротами и Карловыми воротами являются одними из трех сохранившихся ворот второй линии городских укреплений Мюнхена. Ворота названы в честь села Зендлинг (нем. Sendling), ныне одного из районов города. Расположены в южной части Старого города, на улице Зендлингер Штрассе (нем. Sendlinger Straße) и отделяют Старый город (нем. Altstadt) от района Изарфорштадт (нем. Isarvorstadt).

## История
Ворота были построены Людвигом Баварским в ходе строительства второго ряда городских стен Мюнхена между 1285 и 1337 годами. Первое упоминание датируется 1319 годом, хотя, вероятно ворота были построены и раньше. Изначально ворота состояли только из городских ворот Мюнхена и центральной башни, и в 1420 были дополнены двумя фланговых башнями, которые были необходимы чтобы замкнуть внешнюю городскую стены. В 1318 году Зендлингские ворота были впервые документально упомянуты в качестве отправной точки путешествия в Италию.
В 1808 году центральная башня была снесена. Арнольд Ценетти провел в 1860 реставрацию двух сохранившихся фланговых башен и внутренних стен. В 1906 году эти ворота по техническим причинам были заменены большой центральной аркой.

## Транспорт
Площадь перед воротами является важным транспортным узлом города. Тут пересекаются четыре трамвайные линии (16, 17, 18, 27), четыре линии метро (U1, U2, U3, U6), автобусная линия (152), линии ночного автобуса (N40, N41) и трамваев (N16, N27).